# Zuñis
 (janvier 2022).
Si vous disposez d'ouvrages ou d'articles de référence ou si vous connaissez des sites web de qualité traitant du thème abordé ici, merci de compléter l'article en donnant les références utiles à sa vérifiabilité et en les liant à la section « Notes et références ».
Pour les articles homonymes, voir Zuni.

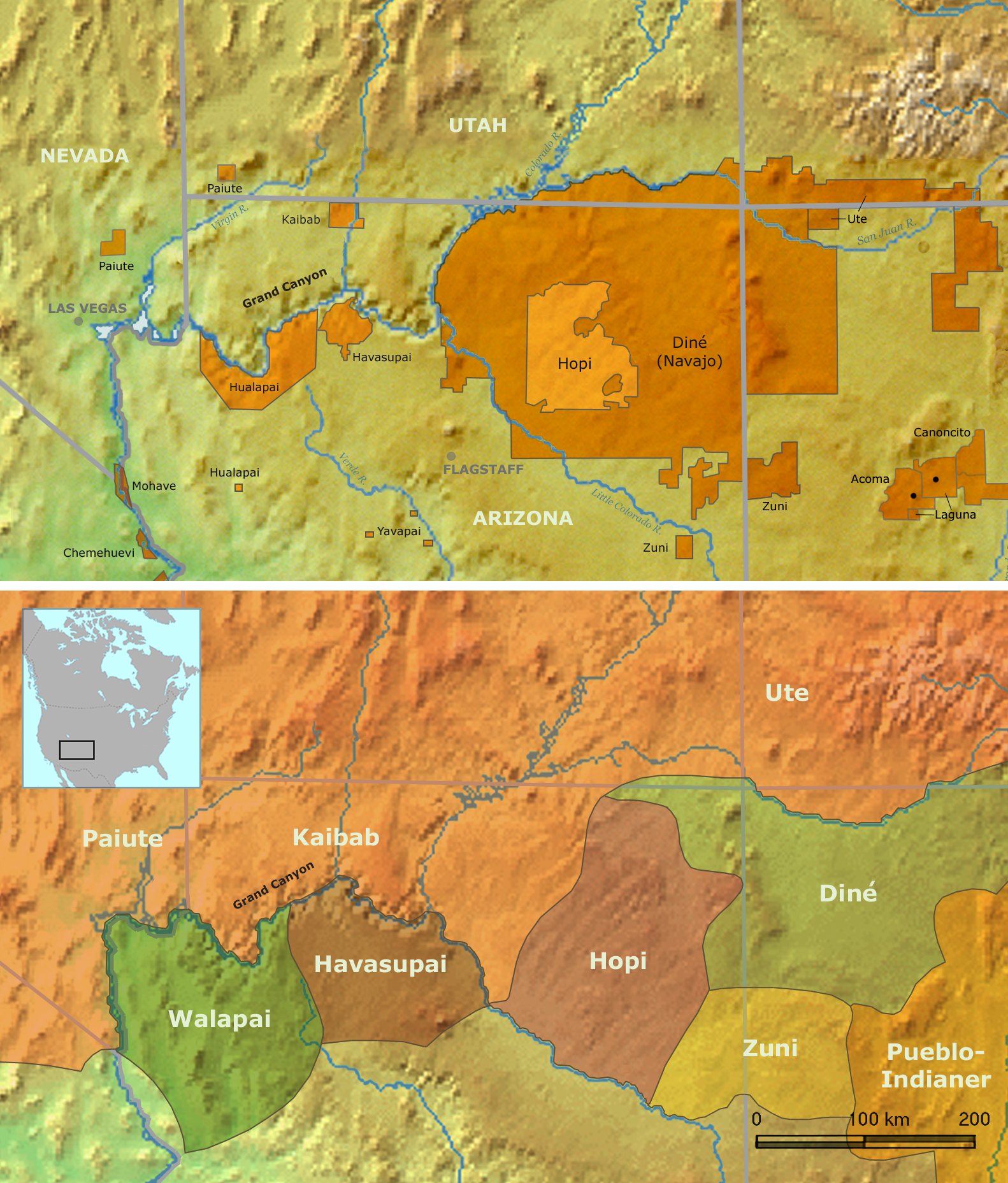
Peuples autochtones du Grand Canyon

Drapeau zuni

Les Zuñis sont l'une des tribus pueblos qui occupaient autrefois le Nouveau-Mexique et l’Arizona. Ils vivent aujourd'hui sur une réserve indienne, la réserve indienne des Zuñis (en), 56 km au sud de Gallup (Nouveau-Mexique) sur leurs terres ancestrales.

## Histoire
Les Zuñis (A-shi-wi) proviennent d'un peuple qui vivait au même endroit il y a plus de 1 000 ans, avant la venue des Européens. Ce peuple, les Anasazis, était une grande société qui détenait de larges territoires et de nombreuses richesses, et rassemblait des civilisations et des cultures distinctes[évasif]. Les Zuñis seraient les descendants directs des Anasazis.
Les Zuñis réussissent à rester peu influencés par l'extérieur. Ils revendiquent depuis toujours le même territoire, sur lequel ils vivent depuis très longtemps. Ce territoire est à peu près de la taille de l'État de Rhode Island.
Ils vivent principalement dans le pueblo Zuñi au Nouveau-Mexique. Quant à ceux qui vivent hors de la ville, sur l'ensemble du territoire, ils sont peu nombreux et sont éloignés les uns des autres. Ils savent se protéger en ne prenant pas parti aux problèmes qui ne les concernaient pas. Grâce à cette neutralité dans les guerres et les conflits, ils restent autonomes et résistent aux changements qui s’opèrent autour d'eux.
Háwikuh est le premier pueblo Zuñi découvert par les conquistadors en 1539. Sur leur territoire se trouvent de nombreux vestiges de pueblos datant d'il y a 600 ou 700 ans.

## Théologie «indienne»:Choctaset Zuñi
L'existence des Espagnols ne désarçonne guère les Zuñis, déroutés toutefois par leur comportement. Chez les Zuñis, dont les textes fondateurs sont aussi minutieusement annotés que la Bible, l'humanité tout entière descendrait d'un petit groupe apparu dans un monde souterrain, une sorte d'univers matriciel confiné et sombre. S'apitoyant sur le sort de ces âmes égarées, le Soleil leur aurait donné du maïs pour se sustenter avant de les disséminer un peu partout sur la terre. Dans de telles conditions, la rencontre avec les Espagnols fait figure à leurs yeux de retrouvailles de cousins longtemps perdus de vue…

## Langue
Plusieurs anthropologues établissent un lien entre les Zuñis et les autres tribus pueblos dispersées dans toute la région du Sud-Ouest du continent nord-américain. En tout cas, ils sont aujourd'hui uniques car leur langue n'est parlée que par eux et n’est pas apparentée aux langues des tribus voisines.

## Système de numération
Le système de numération zuni est un système quinaire.

## Vie quotidienne
Les Zuñis, tout comme dans le passé, sont profondément religieux. Leur religion n'est pas celle des autres tribus : ils pensent que leurs dieux résident dans les lacs du Nouveau-Mexique et de l'Arizona.
Les chefs et les chamans durant les fêtes religieuses, exécutent deux types différents de cérémonies. Pendant que les chefs, masqués, font des représentations accompagnées de musiques et de danses, les chamanes prient les dieux pour une terre fertile et des pluies abondantes. Les chamanes jouent un rôle important dans la communauté. Ils sont consultés pour des conseils, mais aussi pour des guérisons. Il existe différents niveaux de savoir-faire entre les chamanes, le but étant d'être au plus haut niveau afin de participer à tous les aspects de la vie de la tribu.
S'il n'est pas rare de trouver la religion en bonne place dans les tribus indiennes, ça l'est beaucoup plus de voir les femmes jouer un rôle important. Elles sont considérées comme la vie de la tribu. Les hommes chassent, construisent, pourvoient aux besoins de première nécessité, mais le tout appartient aux femmes. Ce sont elles qui commercent et qui s'occupent des finances. La famille élargie (en réalité des clans assez vastes) repose sur la femme dans la famille de laquelle le mari vient s’installer. Les femmes possèdent les maisons et les terres appartenant aux clans. Femmes et hommes ont un droit égal sur les biens produits et la situation de la femme est mieux assurée, puisqu’elle vit dans sa propre famille et est autorisée à « divorcer » tout en conservant ses biens.

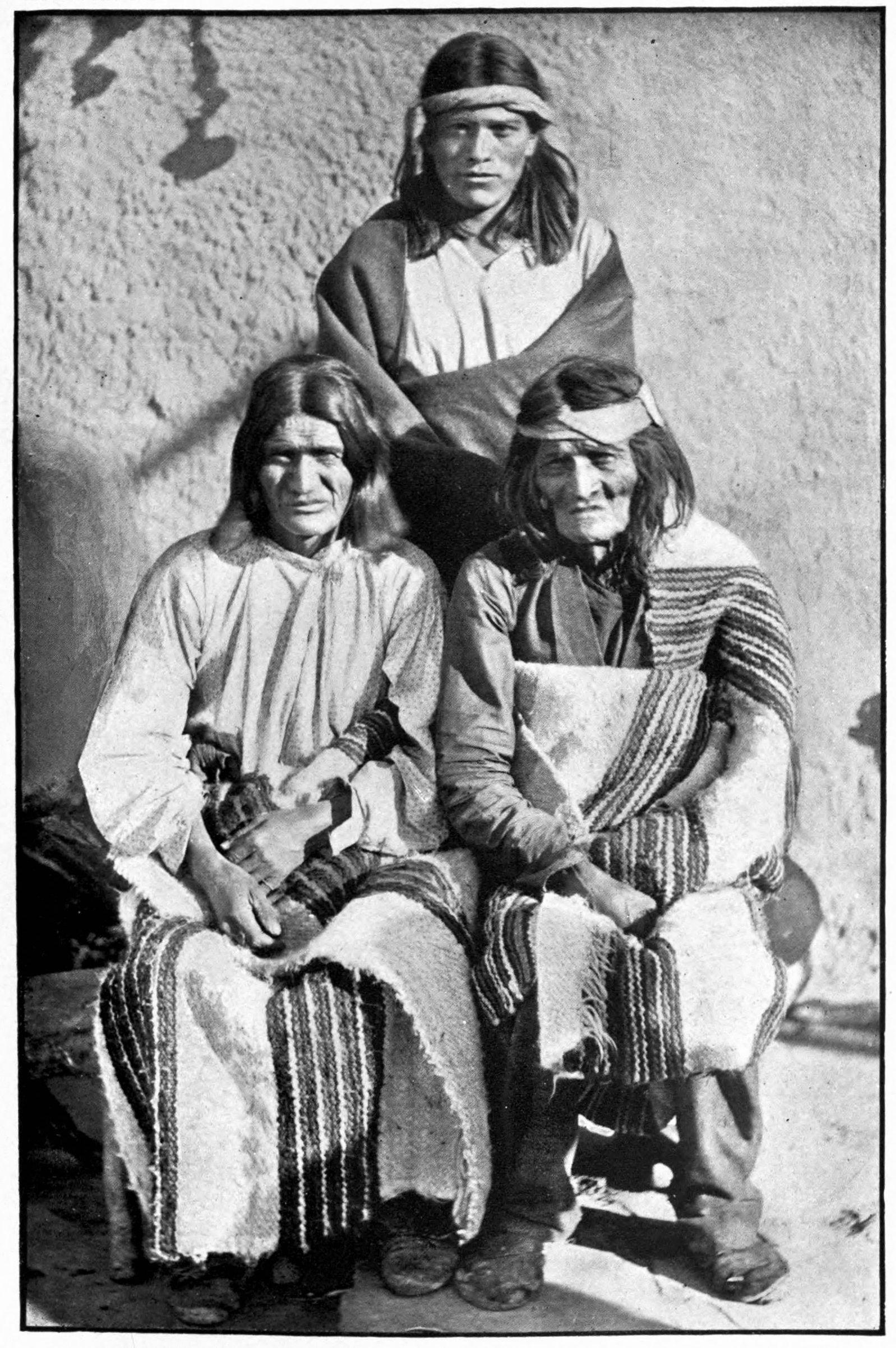
Vêtements zuni
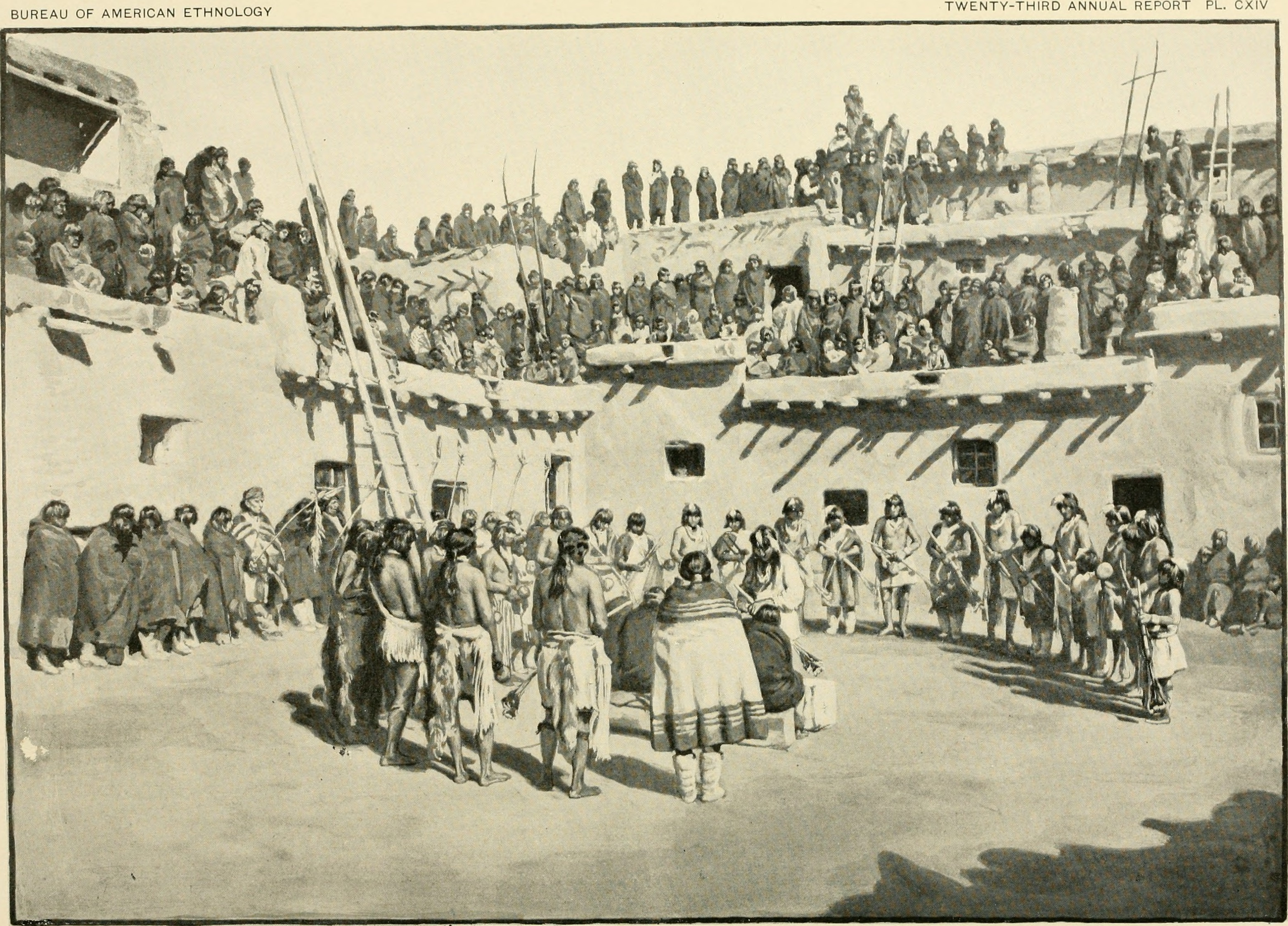
Danse zuni
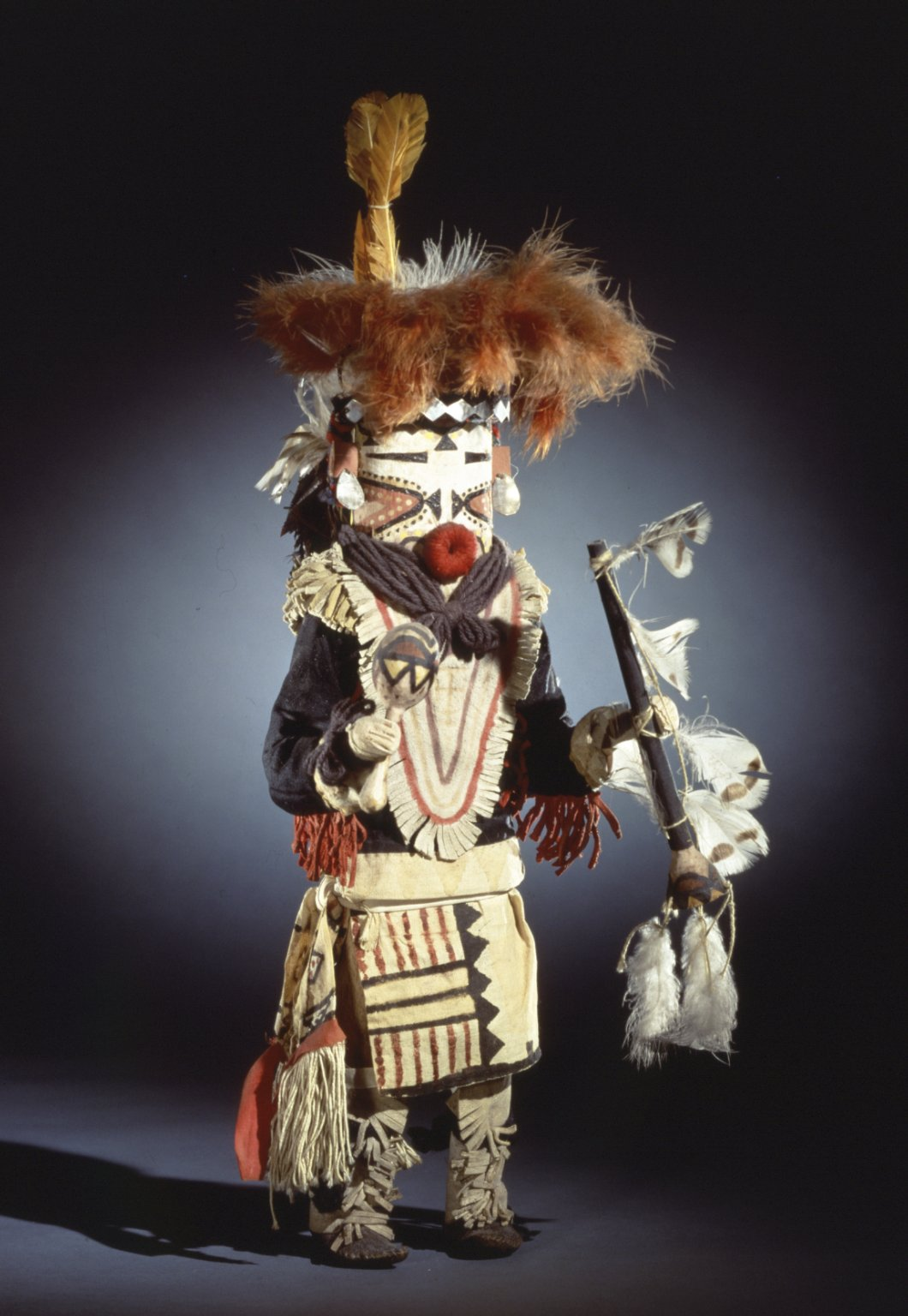
Poupée Kachina Zuni
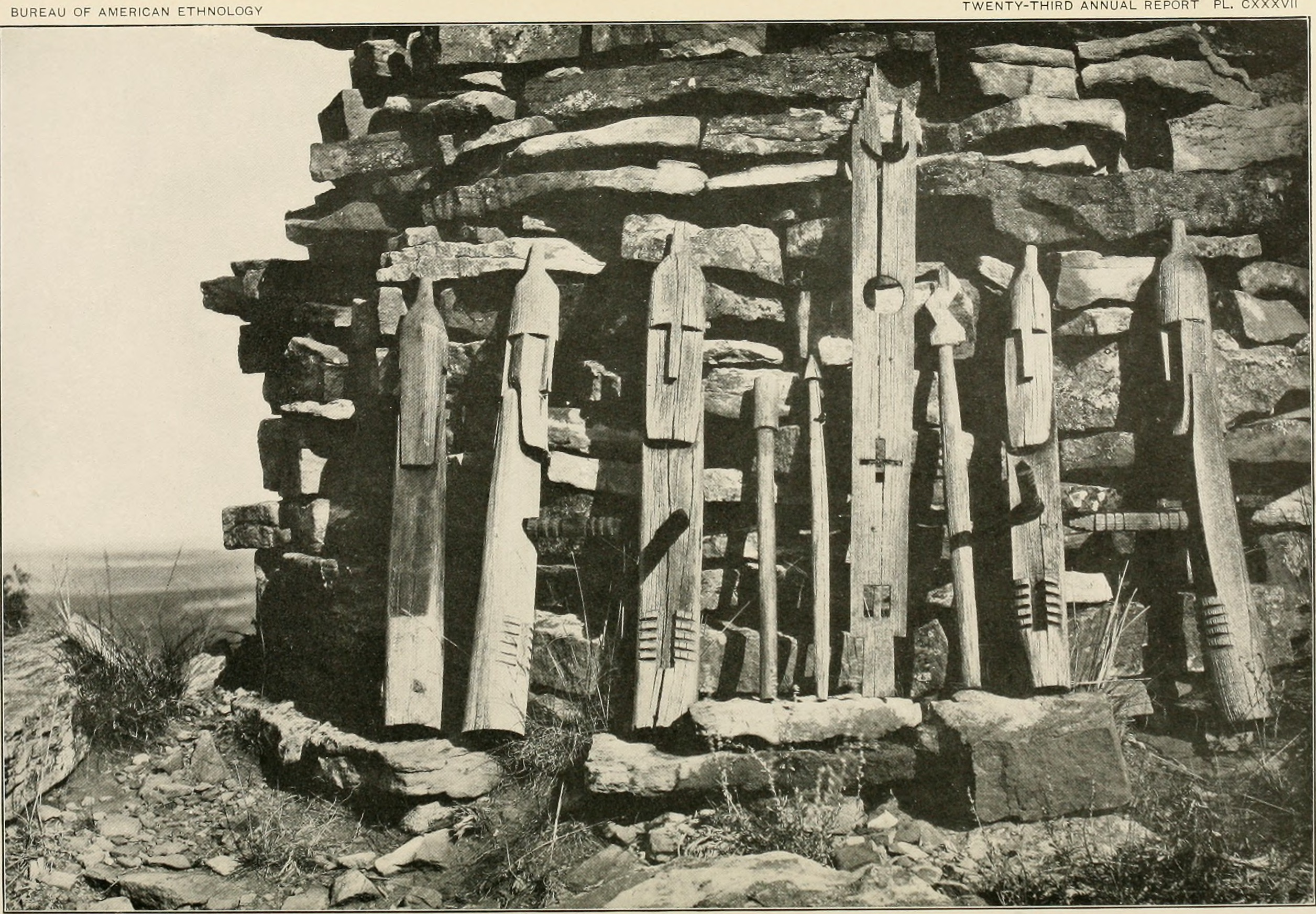
Temple zuni
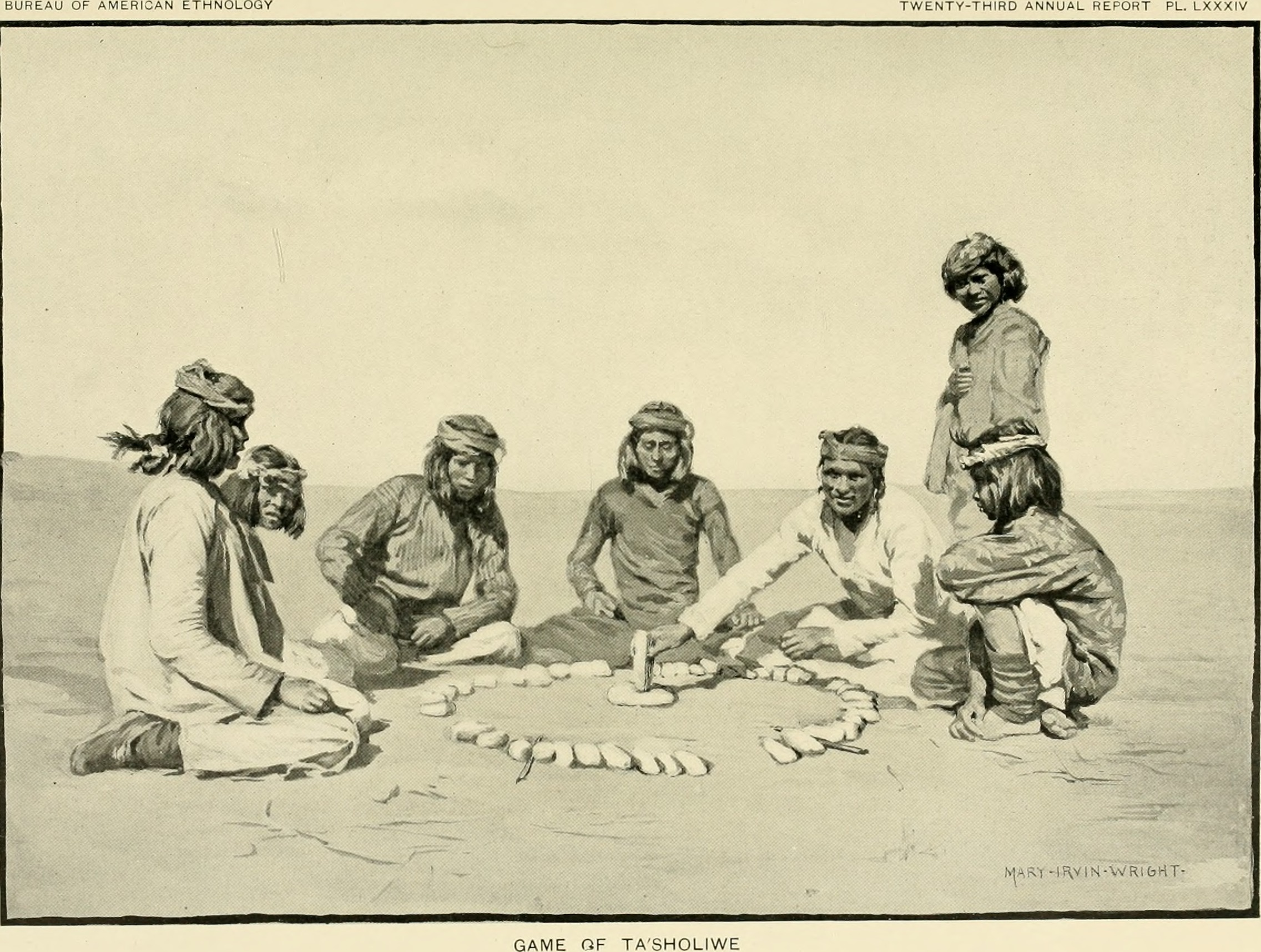
Jeu zuni

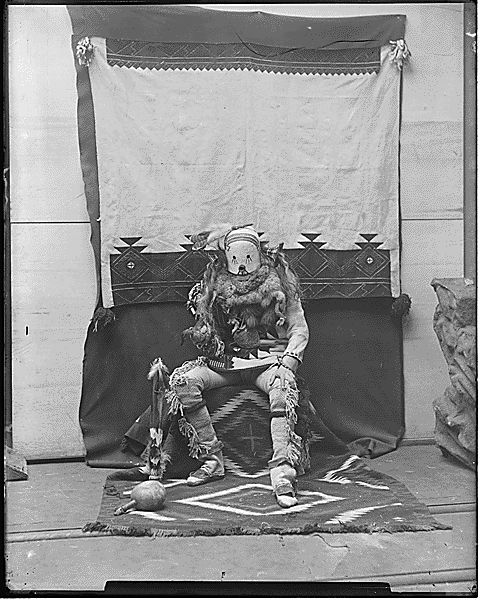
Zuni en  costume, vers 1900
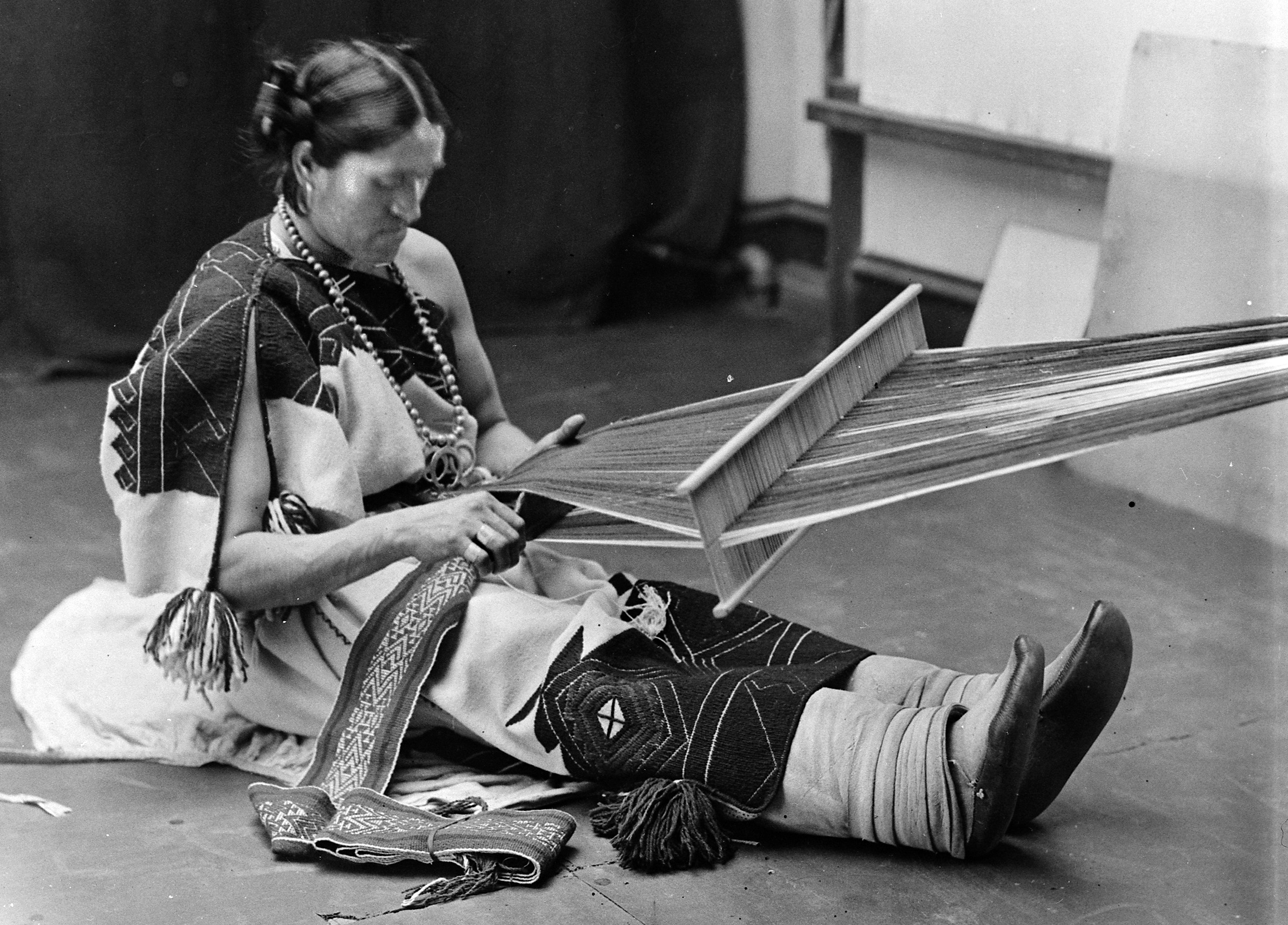
We-Wa (1849-1896), célèbre tisserand berdache, par John K. Hillers
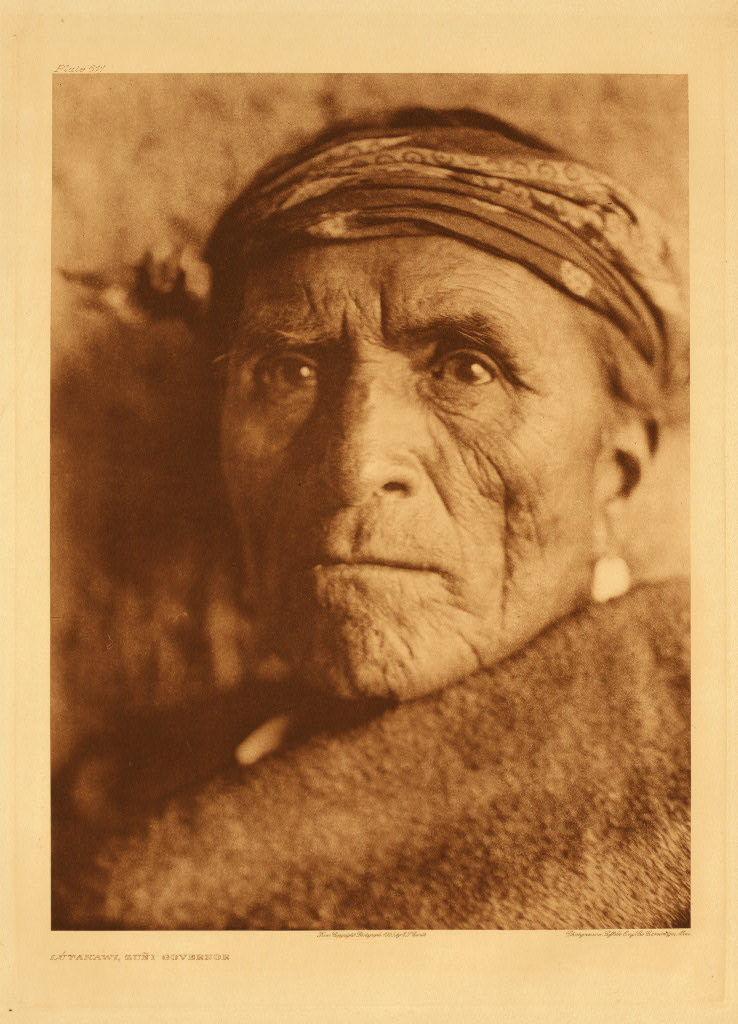
Lutakawi, gouverneur, par Edward S. Curtis, 1926
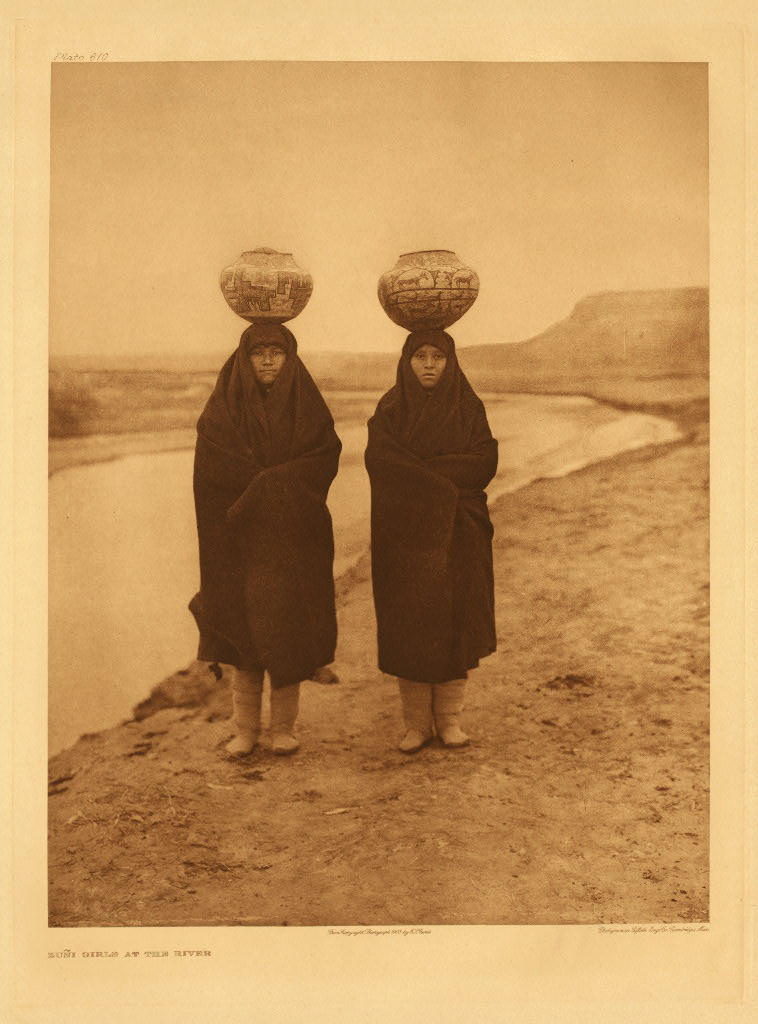
Deux jeunes femmes porte-jarre, par Edward S. Curtis, 1926
Fétiche zuni aigle

## Évocation dans les arts et la culture
Dans le roman d'anticipation Le Meilleur des mondes (1932) d'Aldous Huxley, « la réserve à sauvages » que visitent les personnages principaux est habitée par le peuple zuñi[réf. nécessaire].